# Hotell Bellevue
Hotell Bellevue är ett hotell i Hjo. 

## Historik
Järnvägshotellet i Hjo byggdes 1873 på Bellevueterrassen, som vette mot Vättern och låg nära Hjo station. Hotellet köptes 1884 av Hjo Vattenkuranstalt AB och blev anläggningens restaurang under namnet Badrestauranten Bellevue. Byggnaden hade stora verandor i trä med utsikt över sjön. Den brann ned till grunden i augusti 1932. Eftersom bolagets ekonomi var ansträngd och Hjo på denna tid hade också ett annat hotell, Hotel Royal, kom inte Bellevue att omedelbart återuppbyggas.
Ett nytt hotell Bellevue uppfördes först 1971, långt efter Badanstaltens nedläggning. Hotellet byggdes efter ritningar av Hans-Erland Heineman från Skövde. Det ligger ungefär på samma plats som den tidigare badrestaurangen Bellevue, men något förskjutet en bit längre bort från Vätterstranden och närmare Bangatan. Stationshuset revs för att ge plats för hotellet.
År 1991 sålde Hjo stad hotellanläggningen med Bellevue och villorna Idun, Victoria, Flora och Guldkroken till Wennergrens Byggnads AB.

## Hotellbyggnaden
Hotellet ritades av Hans-Erland Heineman i modernistisk stil och blev klart 1971. Byggnadsdelen med hotellrum utmed Bangatan förlängdes 1976, varvid antal gästrum utökades från 22 till 48.
Handslagna tegelstenar från det 1976 nedlagda Almnäs tegelbruk finns i innerväggar i hotellet och glaserade tegelplattor finns i matsalens golv.

## Annexet Villa Victoria
Huvudartikel: Villa Victoria
Tre av villorna mellan Hotell Bellevue och dåvarande Bad- och societetshuset – Villa Flora, Villa Victoria och Villa Guldkroken – ritades alla av Per August Peterson (1841–1906) från Värsås och uppfördes för Vattenkuranstaltens gäster 1882–1885. De byggdes i tidens karaktäristiska schweizerstil med rika dekorsnickerier och stora taksprång.
Hotell Bellevue har idag gästrum också i Villa Victoria. Huset är speciellt på så sätt att det är den enda av vattenkuranstaltens villor som ända från 1882 varit annex till först det gamla, senare det nya, Bellevue. Villa Victoria, liksom ett antal andra av vattenkuranstaltens tidigare byggnader i Hjo stadspark, k-märktes 2018 av Länsstyrelsen i Västra Götalands län.

## Bildgalleri

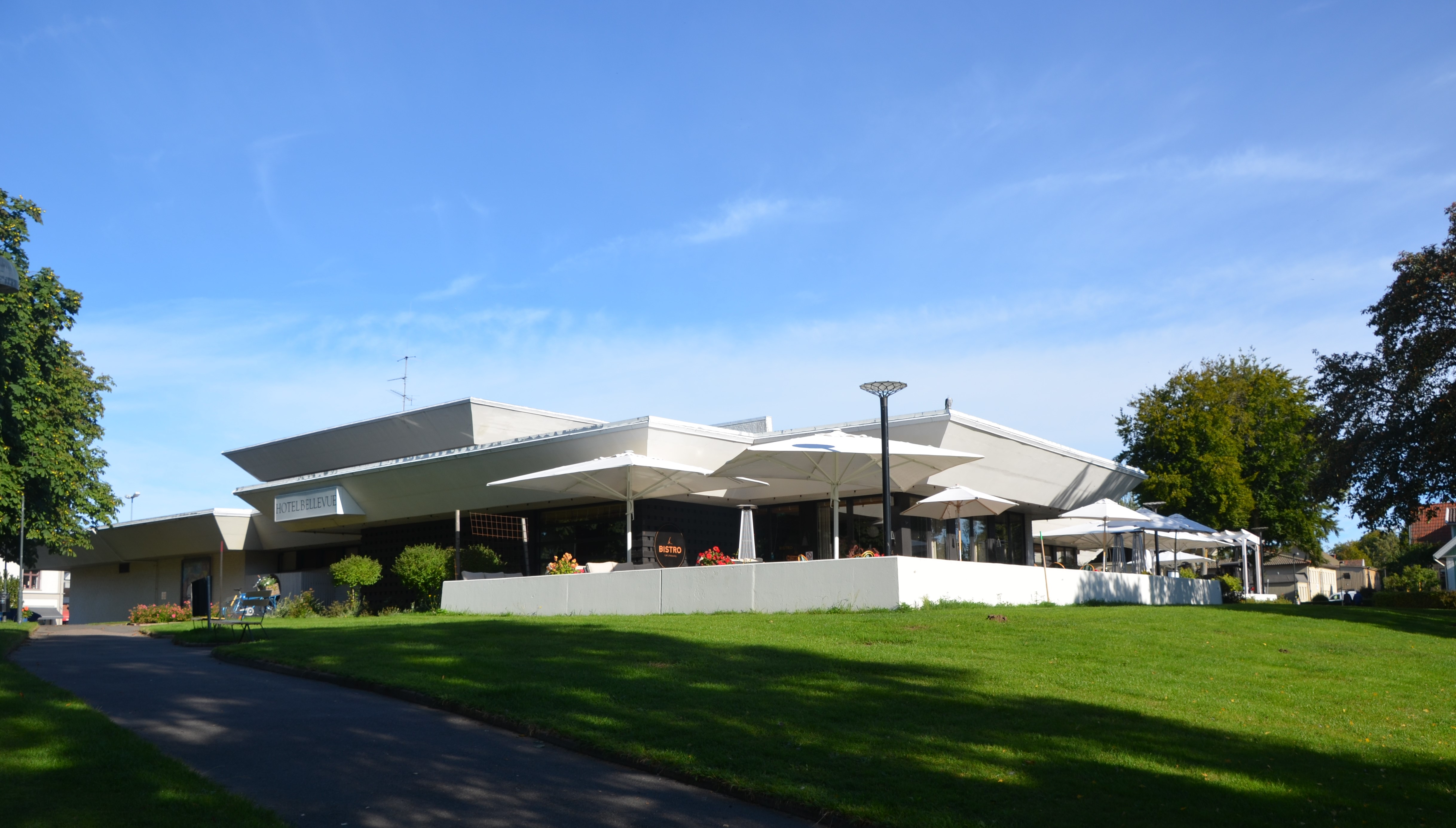
Hotell Bellevue sett från Hjo hamn
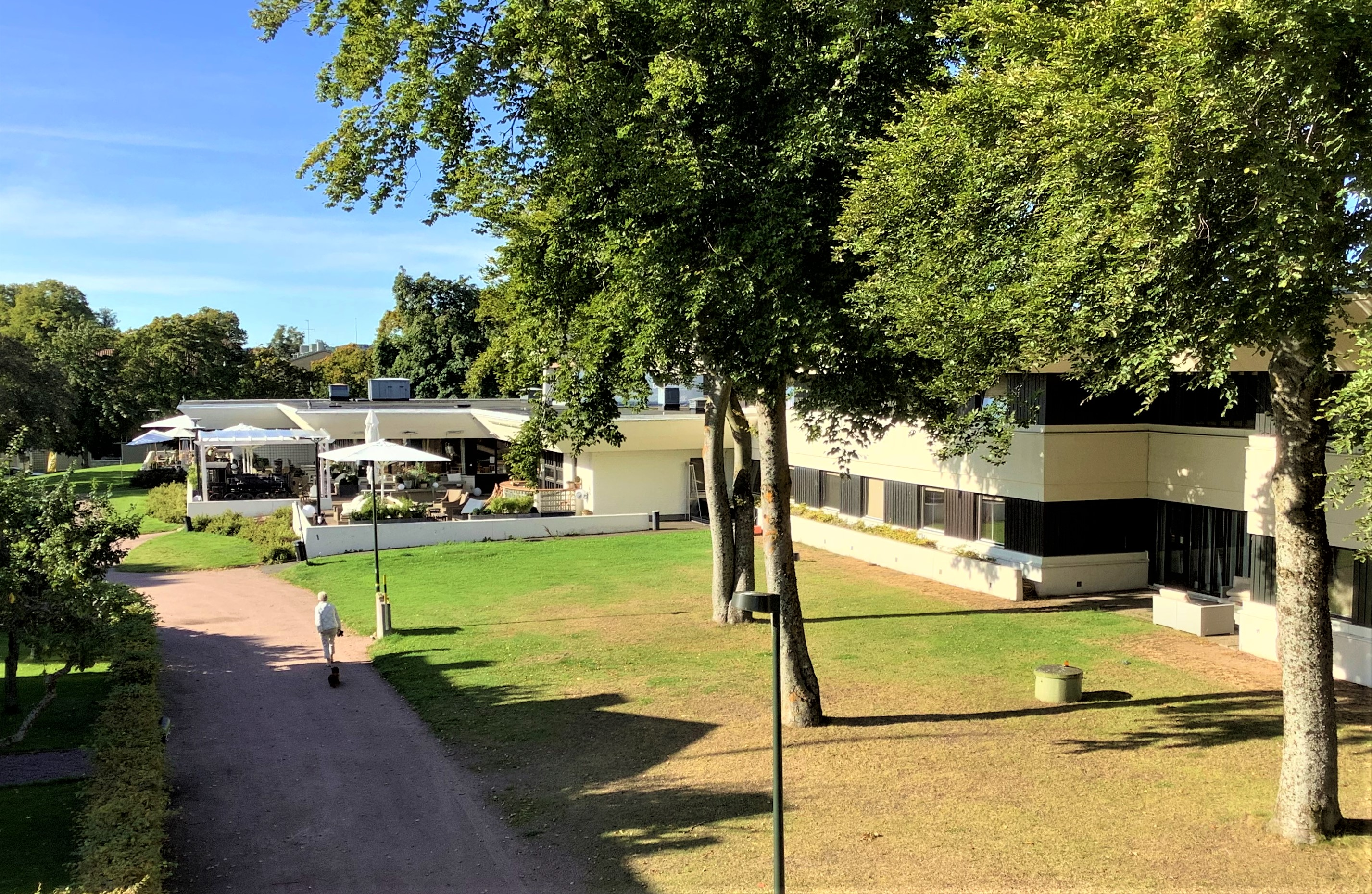
Fasaden mot öster sedd från Villa Victoria
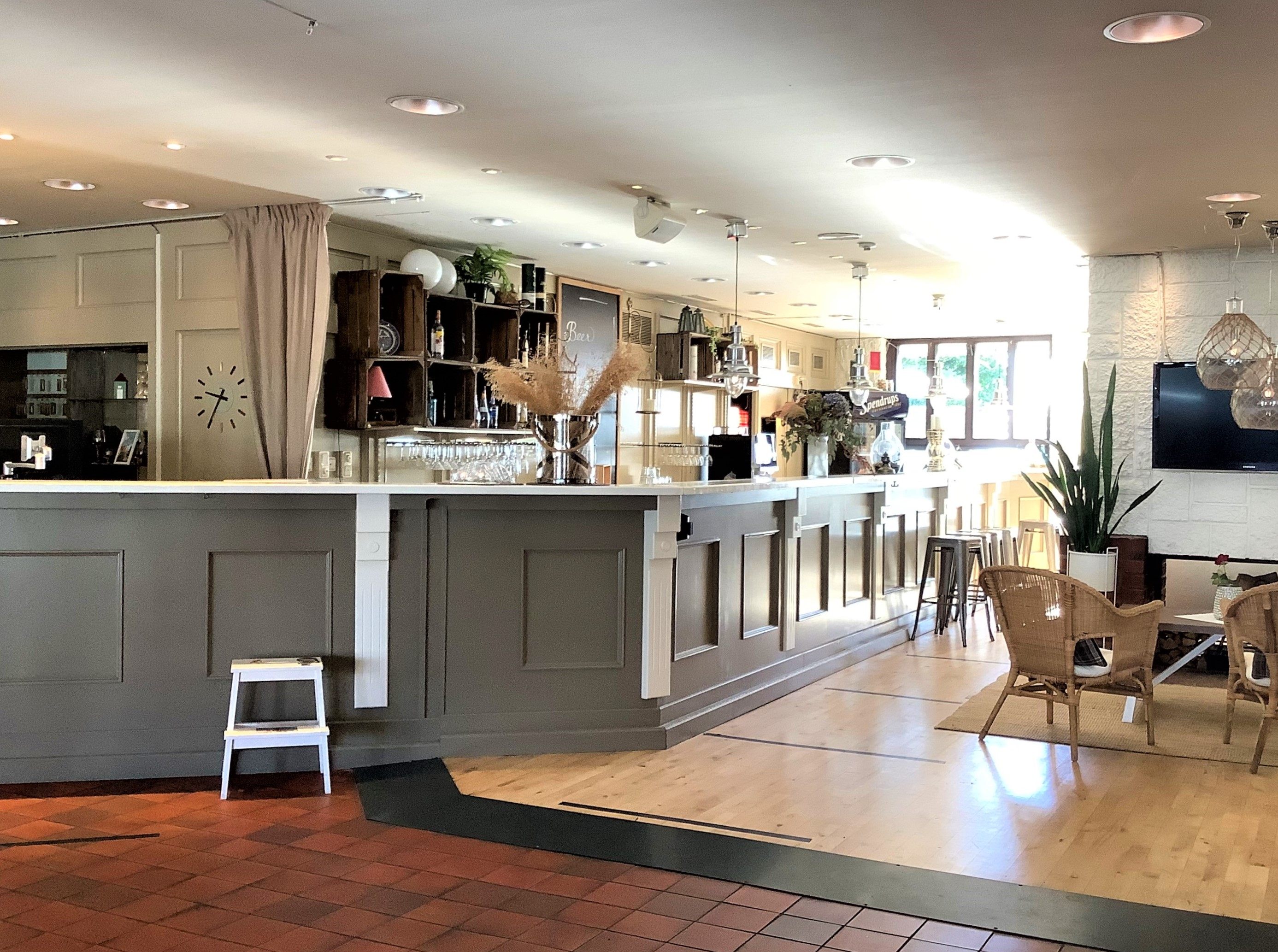
Incheckningsdisken
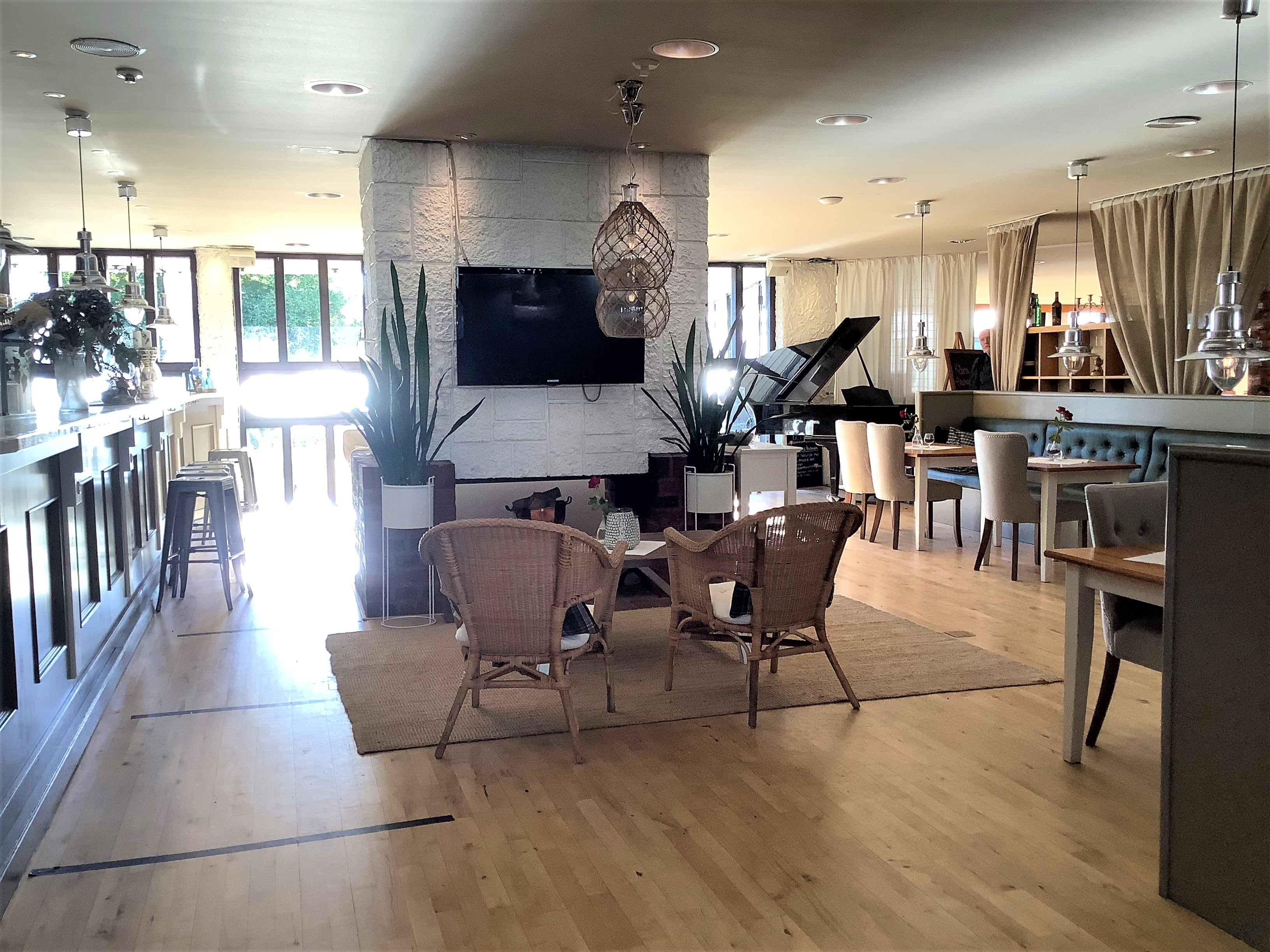
Foajén med en centralt placerad öppen spis av Ölandssten och tegel från Almnäs tegelbruk, ursprungligen omålad
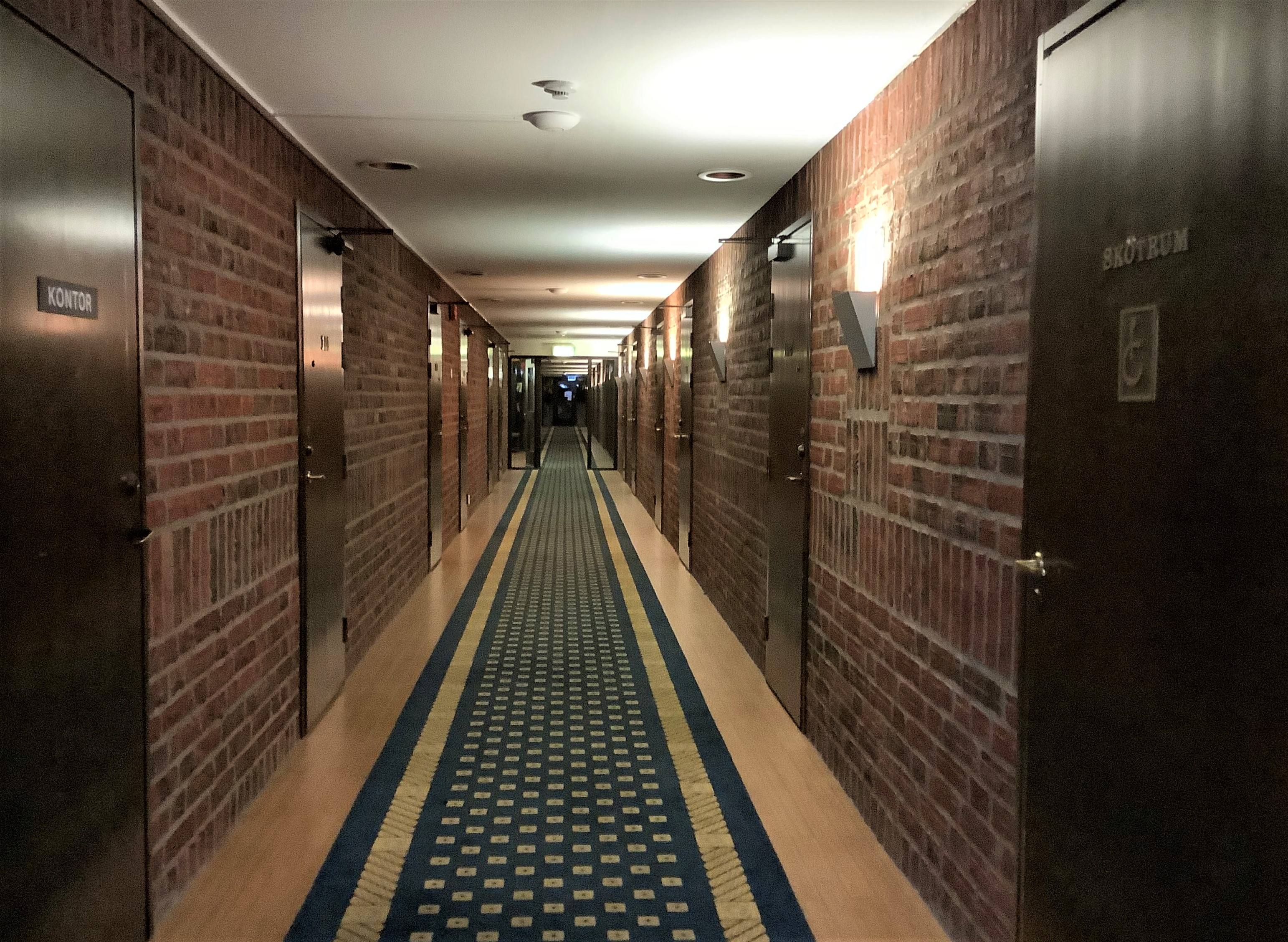
Korridor med mönstermurade väggar av tegel från Almnäs tegelbruk
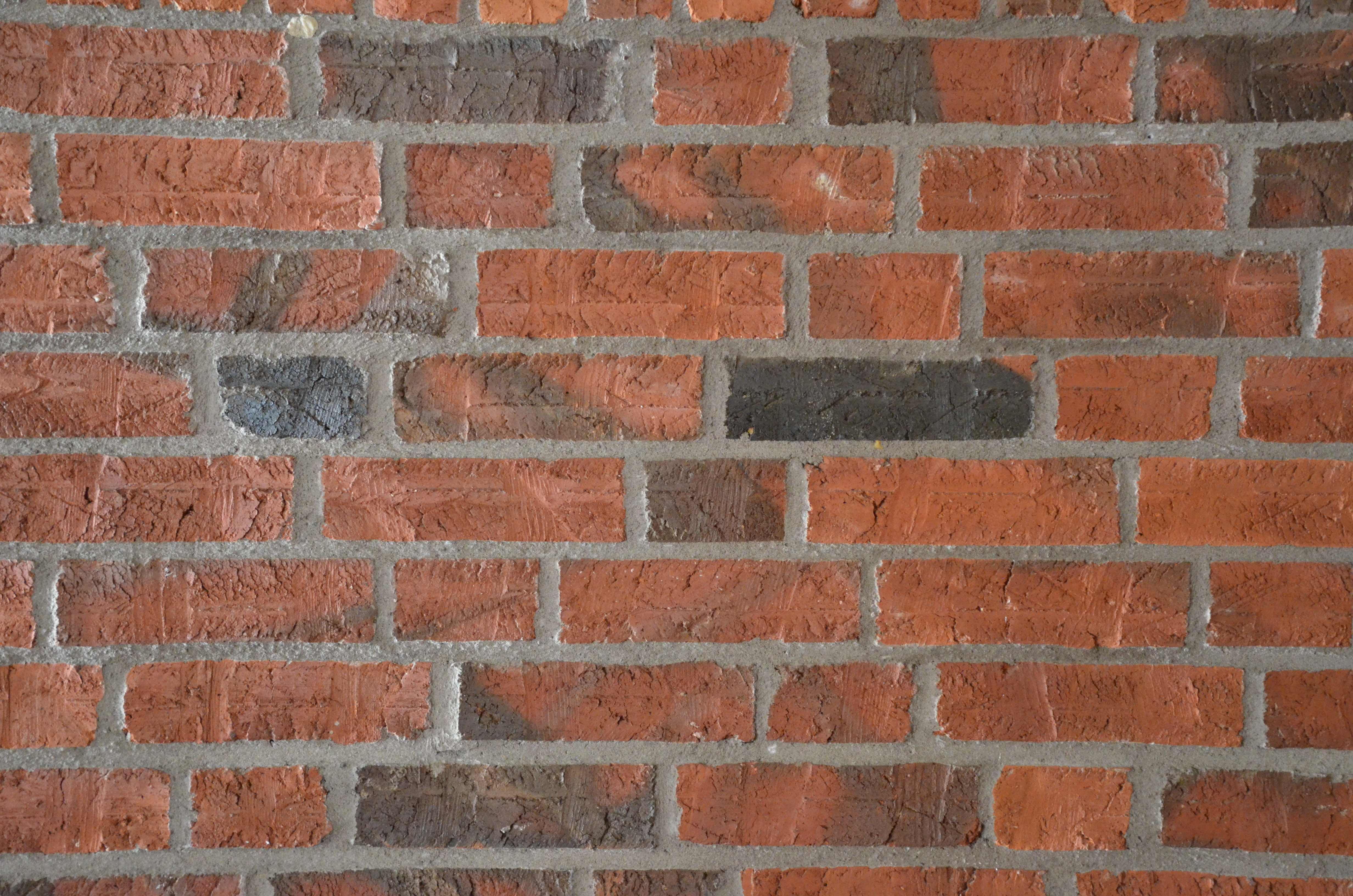
Inomhusvägg av tegel från Almnäs tegelbruk
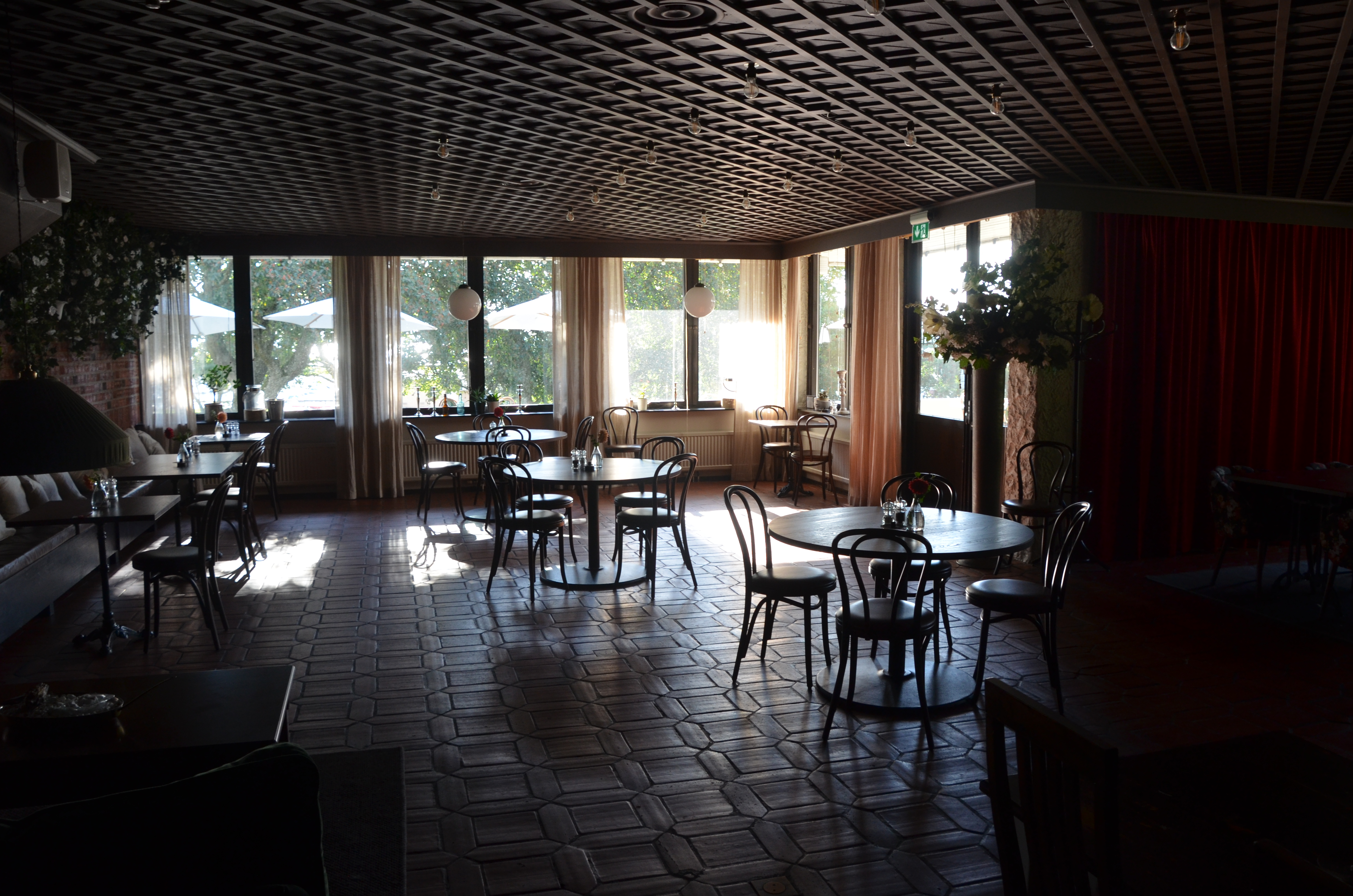
Matsalen, 2021 (med pandemiavstånd mellan borden)
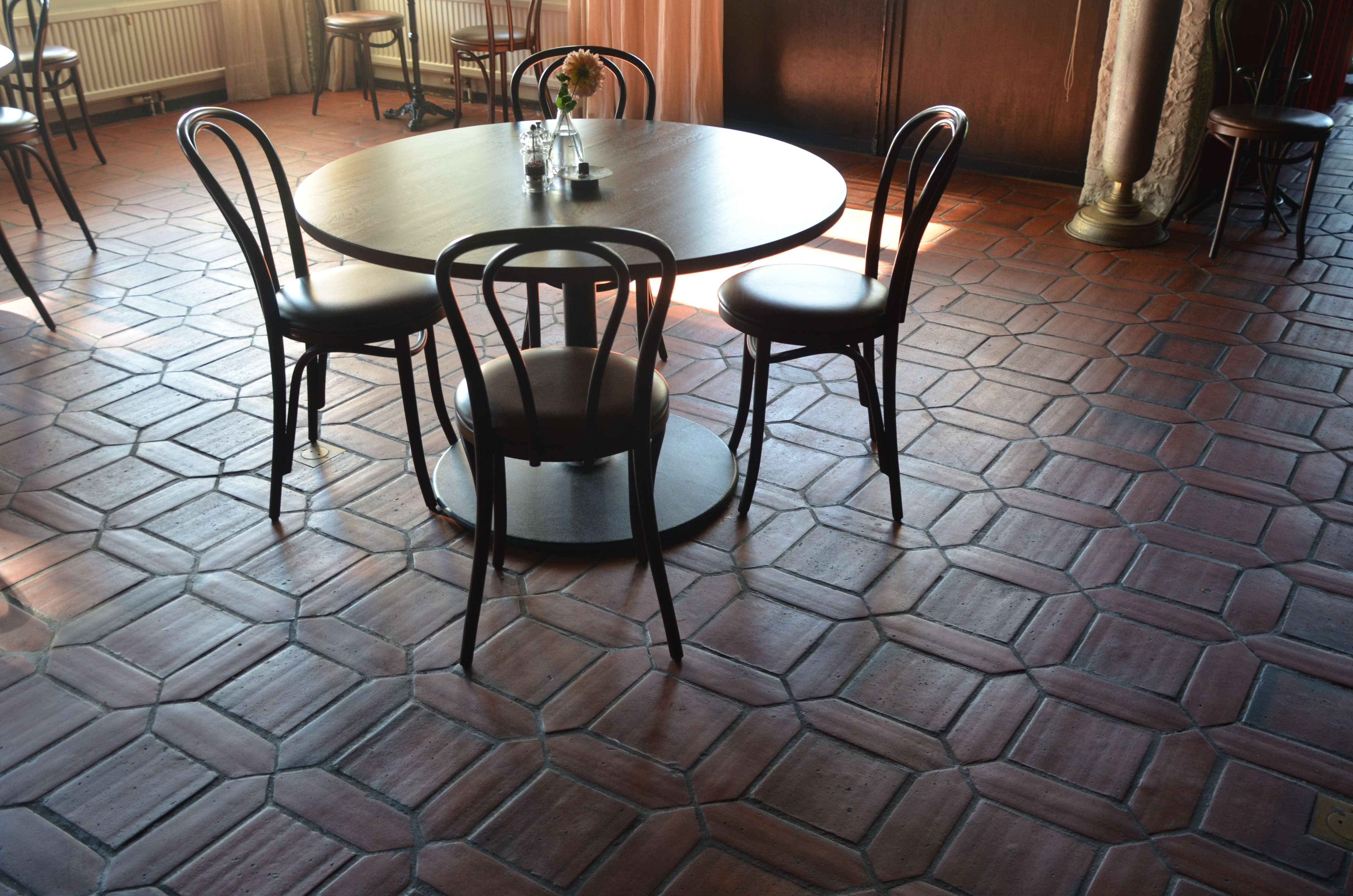
Matsalsgolv i glaserad tegelsten från Almnäs tegelbruk